# Isla de Waulsort
La isla de Waulsort (en francés: Île de Waulsort) es una pequeña isla fluvial situada a orillas del río Mosa, cerca de la localidad del mismo nombre, en el complejo portuario de Waulsort, en Bélgica. Es fácilmente accesible gracias al muelle y el puente construidos. La isla está situada en una zona bastante recogida y disfruta de mucho sol. El microclima creado por lo tanto implica el desarrollo de determinadas plantas termófilas.
Administrativamente hace parte de la provincia de Namur, de la Región Valona, al sur de Bélgica. Tiene una superficie de 1,03 hectáreas.